# Bernard IV de Lippe
Ne doit pas être confondu avec Bernard IV de Lippe († 1275).
Bernhard IV (en all. Bernhard IV. von Paderborn ; mort le 14 avril 1247) fut le premier Bernard de Lippe sur le trône épiscopal de Paderborn et régna de 1228 à 1247.

## Biographie
Bernard est un fils du noble Bernard II de Lippe et de sa femme Heilwig von Are et fait partie d'une fratrie de 10 frères et sœurs. Presque sans exception, ces enfants étaient destinés aux offices administratifs. Quatre évêques et plusieurs religieuses sont issus de cette seule famille. Même son père, Bernard II, est entré dans un monastère à un âge avancé "avec le consentement de sa mère".
En tant que noble séculier, le père de Bernard fut l'un des fondateurs du monastère de Marienfeld (de) (aujourd'hui à Harsewinkel près de Gütersloh). En 1196, il entra dans ce monastère en tant que moine. À l'âge de 70 ans, il rejoint la mission de Livonie en 1211 et devient abbé à Dünamünde et évêque de Zemgale (Selburg; episcopus Selonensis),.
Le frère (potentiel) de l'évêque Bernard, Gérard, fut le premier prévôt de la cathédrale de Paderborn et en 1219, il devint archevêque de Brême. Bernard fut le premier prélat à Utrecht. Son frère Otto II de Lippe était à l'époque Otton II, évêque d'Utrecht. Le 27 juillet 1227 (ou le 1er août), les frères de Bernard sont tués lors de ce combat mené par leur frère Gérard contre les fermiers rebelles de Steding, à la bataille de Ane. L'évêque Otto II et Thierry de Deventer ont été pris en embuscade par le burgrave de Coevorden et mutilés et tués dans un marais. En conséquence, l'évêque de Paderborn, Wilbrand, a déménagé dans le diocèse plus important d'Utrecht et a ouvert la voie à Bernard pour prendre en charge le plus haut siège de l'église à Paderborn. Bernard a été consacré à Brême en 1228 par son frère l'archevêque Gérard. Une sœur de ces trois évêques fut abbesse de l'abbaye impériale de Herford sous le nom de Gertrude II.
Dans son nouveau diocèse de Paderborn, Bernard réussit très rapidement. Il se consacra notamment au renforcement des monastères de la région. Entre autres choses, il a attiré les premiers franciscains près du Pader et a soutenu la construction de leur monastère à Paderborn.
Au cours de son épiscopat, probablement dans la troisième décennie, la tour de la cathédrale s'est effondrée et a brisé 14 baies voûtées. Bernard IV dut vendre des biens appartenant à l'église épiscopale pour payer les frais de reconstruction. Bernard a certainement pu utiliser la reconstruction pour concrétiser ses idées.
Bernhard a également modernisé la structure constitutionnelle du diocèse. La dissolution du monastère de la cathédrale et l'introduction des curies et des prébendes pour les chanoines, qui étaient déjà courantes dans d'autres diocèses, ont accru l'attrait du chapitre de la cathédrale pour les candidats d'autres parties de l'empire. Cependant, le nouveau système a également encouragé l'économie sinécure.
Le diocèse est également réorganisé sous Bernard IV. Il créa les huit districts d'archidiacres ou archidiaconés de Horhusen/Marsberg, Warburg, Driburg/Brakel, Höxter, Steinheim, Lemgo et les archidiacres du prévôt de la cathédrale et du Busdorfstift (ou église de Bursdorf) (de). Il a également participé à la fondation de la ville de Nieheim. Bielefeld, d'autre part, dans le comté de Ravensberg, qui avait tendance à être hostile à la domination du comté de Lippe, a été fondée en 1214 lorsque le père Bernard travaillait déjà en Livonie et que le fils Bernard ne siégeait pas encore à Paderborn.
Bernhard est décédé le 14 avril 1247 et a été enterré dans la cathédrale de Paderborn.